# Judo Crocodiles Osnabrück
Die Judo Crocodiles Osnabrück sind ein Sportverein aus der niedersächsischen Stadt Osnabrück, der die Kampfsportarten Judo und Ju-Jutsu anbietet. Das Trainingszentrum befindet sich an der Iburger Straße 159b im Stadtteil Schölerberg.

## Geschichte
Im Jahr 1980 wurde der Verein unter dem Namen Judokampfgemeinschaft Osnabrück gegründet. Erster Vereinsvorsitzender war Jürgen Füchtmeyer. Unter seiner Führung konnten die Crocodiles nationale und internationale Erfolge verzeichnen und entwickelten sich zu einem Judo-Leistungszentrum des Landes Niedersachsen. 2011 gab Füchtmeyer die Vereinsführung an Teja Ahlmeyer, einen langjährigen Judoka des Vereins, ab.

## Erfolge

### Judo
Herausragend sind die Erfolge der Crocodiles-Teams in der Judo-Bundesliga der Frauen. Insgesamt sechsmal erlangten diese die Deutsche Meisterschaft, davon fünfmal in Folge (1992–1996 sowie 2000). Zuletzt war 2013 eine Frauenmannschaft der Crocodiles erstklassig. 2012 erkämpfte sich die Männermannschaft der Crocodiles in der Altersklasse U 17 den Deutschen Meistertitel.
Zusätzlich zu den Mannschaftserfolgen verbuchten etliche Crocodiles-Judoka Einzelerfolge bei nationalen und internationalen Wettbewerben.

### Ju-Jutsu
Auch die Ju-Jutsuka der Crocodiles konnten in der Vergangenheit Einzelerfolge bei den Deutschen Meisterschaften und den Europameisterschaften erreichen.

## Persönlichkeiten
- Birgit Friedrich (* 1961): Judoka, vierfache Deutsche Meisterin und Europameisterin 1981
- Julia Matijass (* 1973): Judoka, dreifache Deutsche Meisterin und Gewinnerin einer Bronzemedaille bei den Olympischen Spielen 2004
- Oliver Gussenberg (* 1978): Judoka, viermaliger Deutscher Meister